# Alejandro Argüelles
Alejandro Argüelles Meres de la Riva (Limanes, Oviedo, febrero de 1839-Oviedo, 3 de abril de 1899) fue un militar español.

## Biografía
Nació en Limanes (Siero) y estudió en la Facultad de Filosofía de la Universidad de Oviedo. En 1856 salió de la Escuela para ingresar en el Ejército. El 27 de agosto de 1860 ingresó en clase de alumno en la Academia de Ingenieros; ascendió a alférez en 1862, y nombrado teniente del Cuerpo en 1865, fue destinado a la 4.ª Compañía del 2.º Batallón del 1.er Regimiento de guarnición en Madrid; pasó luego a la 3.ª Compañía del primer Batallón del mismo Regimiento: sirvió más tarde en la Brigada Topográfica, volvió en 1867 al primer Regimiento, en el que prestó el servicio de su clase. Obtuvo sucesivamente la Cruz de 1.ª clase del Mérito Militar, y los grados de capitán y comandante.
Tras la revolución de 1868, Argüelles solicitó y obtuvo su licencia absoluta a mediados de 1869, cuando ocupaba ya el número uno de la escuela de tenientes del Cuerpo y cuando ya había sido propuesto para el ascenso a capitán, que por rigurosa antigüedad le correspondía. Inmediatamente se presentó en París a Don Carlos. Después de desempeñar arriesgadas e importantes comisiones, el 21 de abril de 1872 Argüelles levantó en Álava una partida con la que sostuvo un encuentro el 23; se unió al general Velasco el día 25; organizó el 2.º Batallón alavés con el que se batió en Narvaja y Salvatierra, y aún después del convenio de Amorevieta siguió peleando a las órdenes del general Velasco, entrando finalmente con él en Francia.
A fines de diciembre de 1873 volvió a entrar en España con el empleo de teniente coronel y el cargo de jefe de Estado Mayor de Vizcaya. Ausente el general Velasco, desempeñó Argüelles el cargo de comandante general interino y al frente de unos doscientos hombres atacó al enemigo fortificado en Miravalles; hizo frente en Villaro, sólo con 30 vizcaínos y una compañía de navarros, al brigadier Ansótegui, haciéndole retroceder,  causándole 30 bajas y cogiéndole 12 prisioneros. Con hábiles marchas pudo ir eludiendo al enemigo, que incesantemente le perseguía, sin descuidar por ello un solo instante la organización de sus bisoñas fuerzas, hasta que llegado al teatro de operaciones el general Velasco, le encargó en marzo de 1873 pasase a Bilbao y de allí al extranjero para comprar armas. En unión de Lasuain y Olazábal, Argüelles logró adquirir fusiles y municiones, organizando su transporte y desembarco en España, y su entrega a las fuerzas del Norte. Satisfecho por estos servicios y por haber derrotado a los liberales en Lamindano, Don Carlos le concedió el empleo de coronel.
Poco tiempo después enfermó y se vio obligado a ir a Francia para restablecerse. Se presentó de nuevo en Vizcaya a principios de enero de 1874. Vuelto otra vez a caer enfermo, fue nuevamente a Francia, en donde permaneció tres meses, al cabo de los cuales regresó a España y desempeñó varios servicios como ingeniero, por los cuales fue ascendido a brigadier.
Nombrado en agosto de 1874 Jefe de Estado Mayor General de Cataluña, marchó inmediatamente a tomar posesión de su nuevo destino: se presentó en Calaf al general Tristany, quien le ordenó pasara a Seo de Urgel para poner en buen estado de defensa dicha plaza. Cinco meses estuvo el brigadier Argüelles arreglando la ciudadela y el castillo, construyendo trincheras y fortificando la torre de Solsona, hasta que en enero de 1875 fue llamado por el general Tristany, a cuyo lado asistió a la acción de Prades. Después marchó al Norte en comisión de servicio y fue nombrado comandante general de Santander y Asturias, al frente de cuyas fuerzas se batió en las acciones de Medianas y Carrasquedo.
A principios de julio fue designado secretario de campaña de Don Carlos, cargo que ejerció por espacio de cinco meses, al cabo de los cuales volvió a ser nombrado Jefe de Estado Mayor del general Tristany, cuando se encargó a éste promover un nuevo levantamiento en Cataluña, y trabajó con Tristany por conseguirlo, sin éxito. Perdida la guerra para los carlistas, el pretendiente, desde Valcarlos, nombraría a Argüelles mariscal de Campo.
Argüelles estuvo emigrado hasta que en abril de 1877 pudo regresar a España sin reconocer a Alfonso XII, y en septiembre de ese mismo año fundó en Valladolid una academia preparatoria para el ingreso en las carreras militares, la cual trasladó después a Toledo y posteriormente a Madrid, donde colaboró con los trabajos de propaganda y organización carlista y fue presidente del círculo tradicionalista de la capital.
Por su estado de salud, marchó a Oviedo, donde continuó luchando por la causa carlista, razón por la que, según El Correo Español, padeció persecuciones y la prisión, junto con otros carlistas asturianos.